# Samognat
Samognat es una comuna francesa situada en el departamento de Ain, de la región de Auvernia-Ródano-Alpes.

## Demografía
| 362 | 339 | 390 | 402 | 388 | 363 | 388 | 431 | 400 | 390 | 362 | 259 | 340 | 338 | 333 | 327 | 310 | 294 | 239 | 226 | 228 | 216 | 202 | 202 | 195 | 165 | 129 | 110 | 119 | 156 | 238 | 285 | 422 | 627 | 677 | 653 |
| Para los censos de 1962 a 1999 la población legal corresponde a la población sin duplicidades (Fuente: INSEE [Consultar]) |     |     |     |     |     |     |     |     |     |     |     |     |     |     |     |     |     |     |     |     |     |     |     |     |     |     |     |     |     |     |     |     |     |     |     |